# Wagneria luperinae
Wagneria luperinae là một loài ruồi trong họ Tachinidae.